# Armand de Gontaut
Armand de Gontaut baron de Biron, född 1524, död 26 juli 1592, var en fransk baron, militär och statsman.
Gontaut var en av de mera betydande militärerna och statsmänne under Henrik III och Henrik IV. Han blev chef för artilleriet 1569, marskalk av Frankrike 1576 och stupade 1592 i slaget vid Épernay.